# Schloss Mandorf

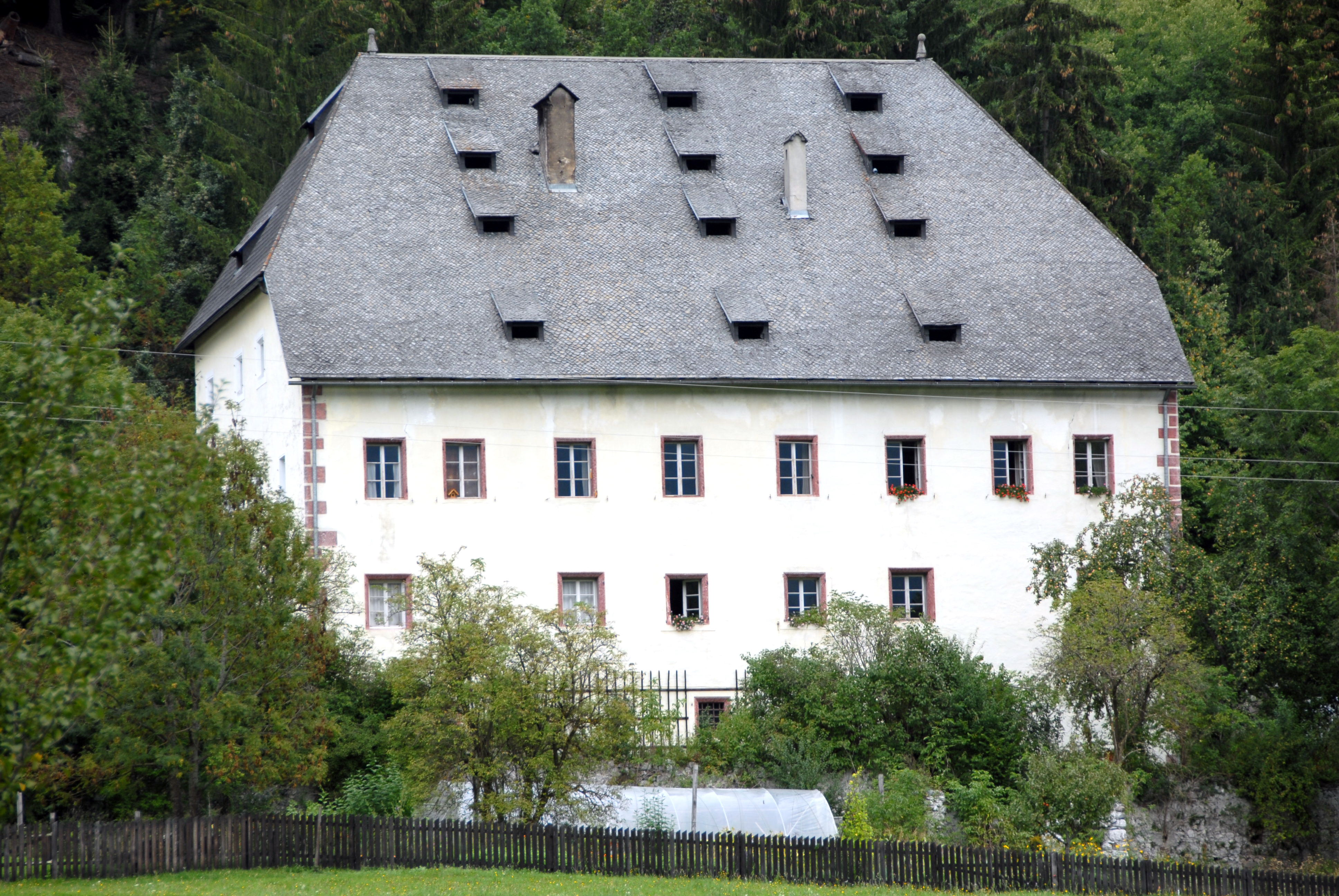
Schloss Mandorf (2006)

Schloss Mandorf steht in der gleichnamigen Ortschaft in der Gemeinde Kötschach-Mauthen in Kärnten.
Die Anlage wurde von Hans Mandorfer, dem Hauptmann von Ortenburg, errichtet und scheint 1521 erstmals in den Urkunden auf. Seit 1802 ist das Schloss im Besitz der Familie Pichler-Mandorf und dient heute als Seminarzentrum.
Das Schloss ist ein dreigeschoßiger spätgotischer Bau über einem rechteckigen Grundriss mit einem erneuerten Krüppelwalmdach. Die achtachsige Südfront ist über dem Portal mit 1520 bezeichnet. Die spätgotischen abgefasten Fenstergewände bestehen aus rotem Laaser Sandstein. An der Nordfront befindet sich ein spätgotisches spitzbogiges Portal in rotem Sandstein mit profiliertem Gewände. Die Vorhalle ist netzgratgewölbt und weist an den Wänden vier gemalte Wappen aus der Mitte des 16. Jahrhunderts auf.